# Pull-buoy

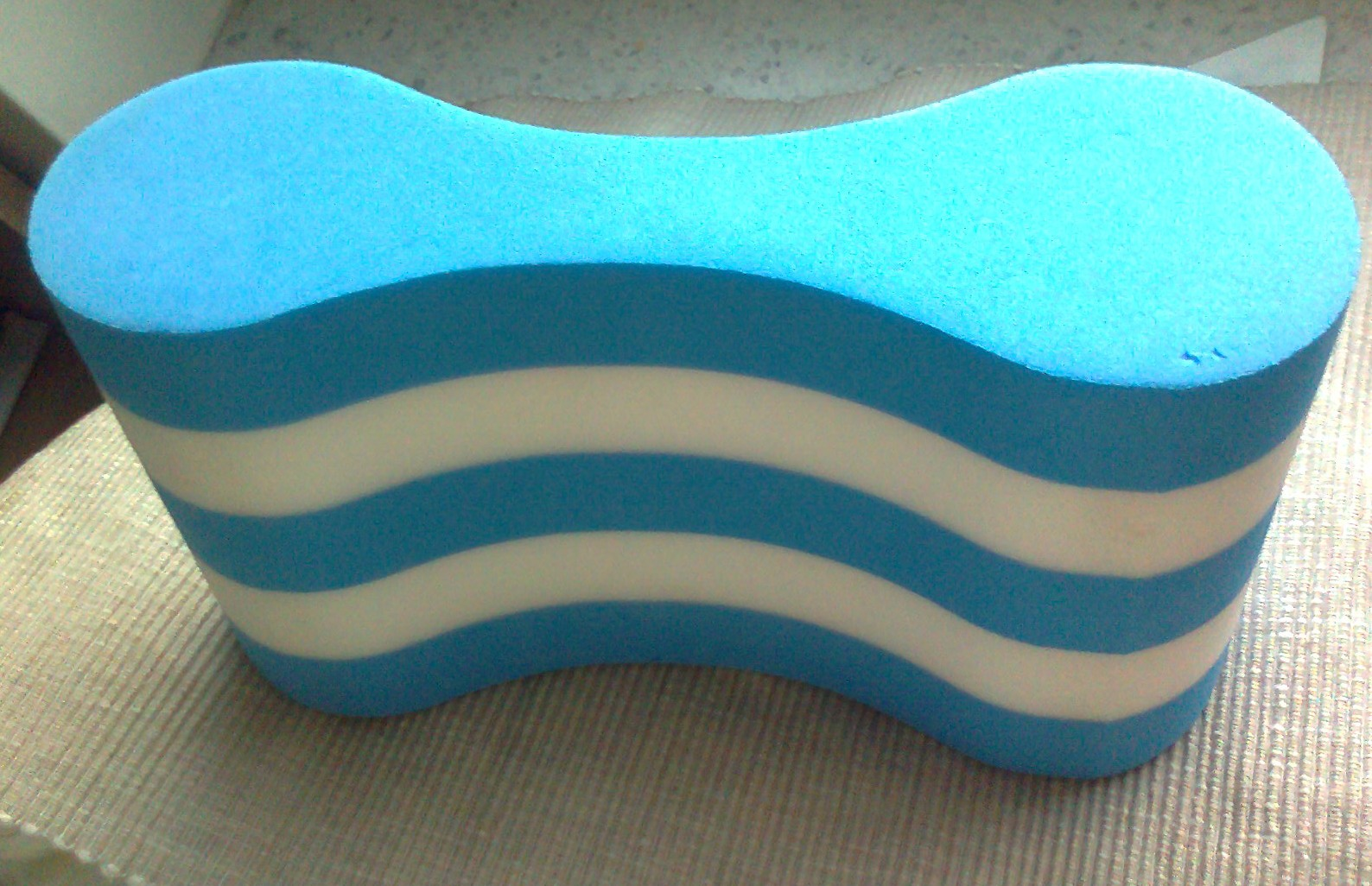
Pull-buoy

Le pull-buoy est un petit flotteur utilisé dans les cours ou les entraînements de natation. Il est également utilisé lors des entraînements ou des compétitions de swimrun, sport combinant trail et nage en eau libre. Il se cale entre les jambes afin de faire travailler exclusivement les muscles de la partie haute du corps en crawl, les muscles du dos et les bras et l'ondulation du bassin en nage brasse et nage papillon.

## Origine du mot
Le mot pull-buoy se traduit littéralement en bouée pour tirer car il sert à travailler la première partie du mouvement de bras, au moment où le nageur tire, le long du haut du corps, avant la poussée, le long des cuisses. 

## Utilisation
Le pull-buoy ne permet pas de nager plus vite, mais de concentrer les efforts sur les muscles du haut du corps : les bras, les épaules, les abdominaux et les muscles dorsaux. Le pull-buoy peut s'utiliser dans toutes les nages, y compris pour travailler les battements des pieds : il faut alors l’utiliser à bout de bras devant soi, comme une planche de natation.
On peut l’utiliser avec un élastique (une bande de caoutchouc) placée au niveau des chevilles qui évite tout battement de jambes ou avec des plaquettes de main (paddles) qui vont accroître la force à développer grâce à une surface d'appui plus importante. Pour travailler le gainage en particulier  il est possible de nager avec le pull buoy à la hauteur des chevilles et non des cuisses. Ce dernier exercice est cependant déconseillé aux personnes souffrant de problèmes de dos.
Le pull buoy permet également aux nageurs denses d'accéder à plus de flottabilité. Il soulage le travail des individus très musclés au niveau des jambes (athlètes, footballeurs, cyclistes).